# 香港傑出義工獎
香港傑出義工獎是由香港義務工作發展局在2005年提出的獎項，是二年一度的全港性義工選舉活動。除了推選香港的個人義工和團體義工外，還特別增設企業獎．鼓勵企業參與義工活動。 歷屆獲獎之傑義包括：車淑梅、洪詠慈、麥漢楷、鄒文輝、汪明欣、徐祥齡（已故）、麥潤壽、鍾惠玲、關惠文（關心妍）、何重恩、溫思聰、山度士、伍妙敏、蕭凱恩、李昇敏。